# Xã Colquhoun, Quận Renville, Bắc Dakota
Xã Colquhoun (tiếng Anh: Colquhoun Township) là một xã thuộc quận Renville, tiểu bang Bắc Dakota, Hoa Kỳ. Năm 2010, dân số của xã này là 63 người.